# Barry Diller

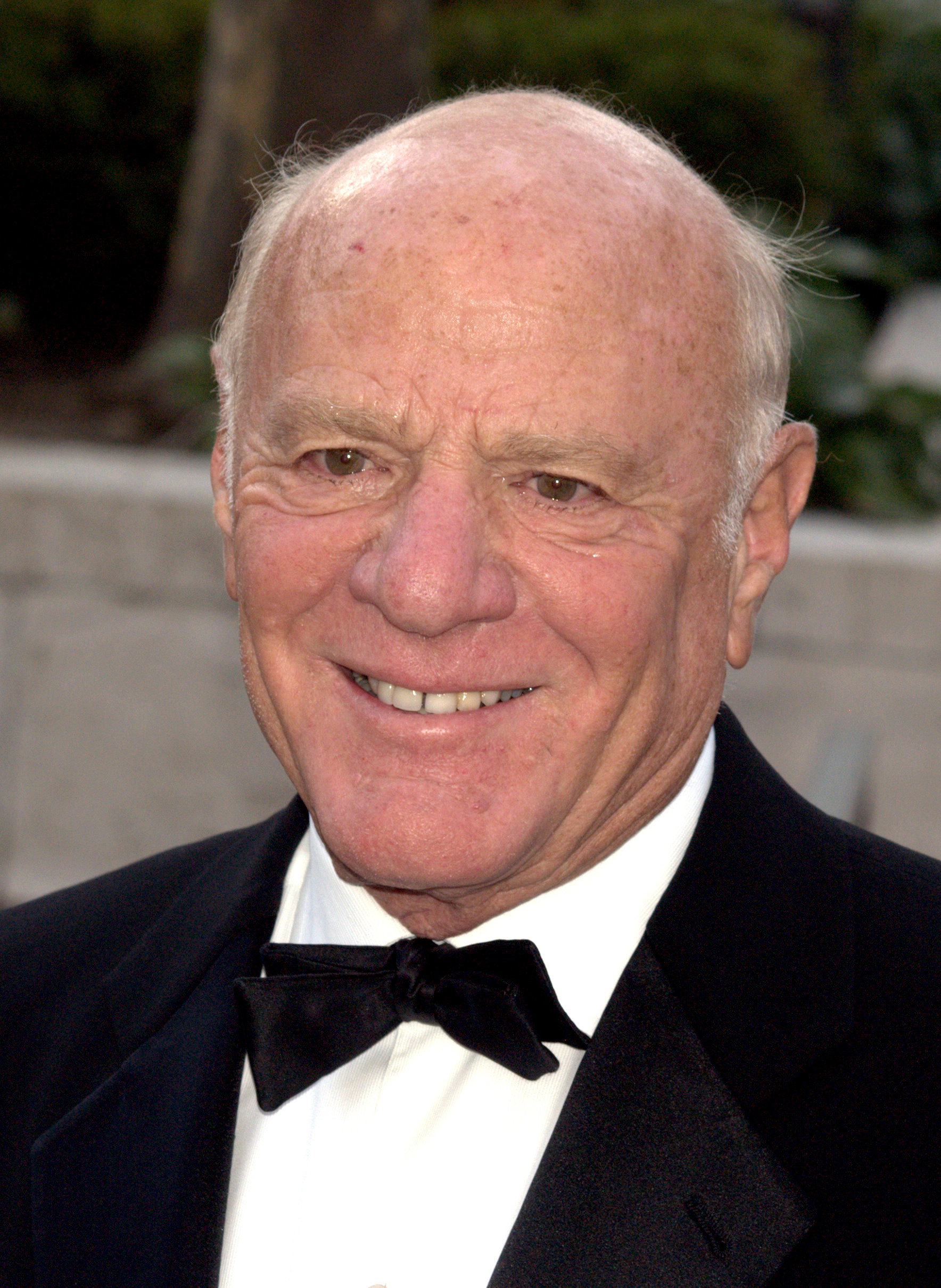
Barry Diller, 2009

Barry Diller (* 2. Februar 1942 in San Francisco) ist ein US-amerikanischer Manager und Unternehmer.

## Leben
Er studierte zwei Semester lang an der University of California in Los Angeles. Danach (1961) wurde er als Bürojunge der William Morris Agency angestellt und arbeitete sich rasch hoch. Von 1964 bis 1974 war Diller für das US-amerikanische Medienunternehmen ABC tätig. Von 1974 bis 1984 war Diller für das Medienunternehmen Paramount Pictures tätig. Zusammen mit dem Schauspieler und Produzenten Mel Brooks realisierte Diller bei Paramount das Filmdrama Der Elefantenmensch von Regisseur David Lynch von 1980. Als Manager war er verantwortlich für die Bildung des Medienunternehmens Fox Broadcasting Company, das er von Oktober 1984 bis April 1992 leitete, und für USA Broadcasting. Für Fox finanzierte Manager Diller den horroresken Science-Fiction-Film Die Fliege von Regisseur David Cronenberg von 1986. 1992 erwarb Diller für das Unternehmen Fox Broadcasting Company Anteile am Unternehmen QVC. Im gleichen Jahr wurde er bei Fox Broadcasting Company gekündigt.
Diller leitet gegenwärtig das US-amerikanische Unternehmen InterActiveCorp sowie Expedia. Diller ist seit 2001 mit der belgisch-amerikanischen Modeschöpferin Diane von Fürstenberg verheiratet. Diller ist Stiefvater von Alexander von Furstenberg und Tatiana von Furstenberg. Im Mai 2025 outete sich Diller in einem Essay im New York Magazine als homosexuell.
Sein Privatvermögen beträgt laut Forbes rund 3 Mrd. US-Dollar (August 2020).